# NGC 758
NGC 758 é uma galáxia lenticular (S0) localizada na direcção da constelação de Cetus. Possui uma declinação de -03° 03' 58" e uma ascensão recta de 1 horas, 55 minutos e 42,1 segundos.
A galáxia NGC 758 foi descoberta em 1886 por Frank Leavenworth.